# Бишоп, Макс
Макс Фредерик Бишоп (англ. Max Frederick Bishop; 5 сентября 1899, Уэйнсборо, Пенсильвания — 24 февраля 1962, там же) — американский бейсболист, игрок второй базы. Выступал в Главной лиге бейсбола с 1924 по 1935 год. Большую часть карьеры провёл в составе клуба «Филадельфия Атлетикс», вместе с ним стал победителем Мировых серий 1929 и 1930 годов. После завершения карьеры работал тренером, более двадцати лет возглавлял команду Военно-морской академии США.

## Биография
Макс Бишоп родился 5 сентября 1899 года в Уэйнсборо в штате Пенсильвания. Он был младшим из четырёх сыновей в семье Улисса Бишопа и его супруги Лулы. Когда ему было четырнадцать лет, семья переехала в Балтимор. Там Бишоп сначала поступил в Политехнический институт, а затем перевёлся в Балтиморский городской колледж. В 1918 году он подписал свой первый контракт и дебютировал на позиции игрока третьей базы в составе команды Международной лиги «Балтимор Ориолс», сыграв 125 матчей, отбивая с показателем 26,0 %. В «Ориолс» он провёл первые шесть лет своей спортивной карьеры. В этот период команда была лидером Международной лиги, с 1919 по 1925 год выиграв её чемпионат семь раз подряд. Бишоп в среднем проводил по 130 матчей за сезон и после успешного чемпионата 1923 года получил приглашение от клуба Главной лиги бейсбола «Филадельфия Атлетикс». За переход игрока было заплачено 20 тысяч долларов.
В составе «Атлетикс» Бишоп дебютировал в 1924 году. Свой первый сезон он завершил с показателем отбивания 25,5 %, пропустив часть игр из-за проблем со здоровьем. Перед стартом следующего чемпионата главный тренер команды Конни Мак посоветовал ему действовать на бите более терпеливо, рассчитывая на игрока как на лидера линейки отбивающих. Бишоп начал развивать свой глазомер и позднее получил прозвище «Глаз—камера» (англ. Camera Eye) за свою способность контролировать страйковую зону во время подачи. По ходу сезона 1926 года показатель отбивания игрока вырос до 28,0 %, он заработал 87 уоков. В 1928 году Бишоп показал лучшую в карьере эффективность, отбивая с показателем 31,6 %. Помимо этого, он был лучшим вторым базовым лиги по надёжности игры в защите.
Перед стартом сезона 1929 года Бишоп подписал новый контракт с клубом, получив повышение зарплаты, которого долго добивался. По ходу чемпионата у него возникли проблемы со зрением, его эффективность на бите снизилась до 23,2 %, но он оставался лидером лиги по числу заработанных уоков. Журналист Уэстбрук Пеглер в том году писал, что Бишоп играет без эмоций, относясь к бейсболу точно так же, как водопроводчик или штукатур к своей работе. Конни Мак добавлял, что он выходит на поле ради двух дней в месяц, когда выплачивается заработная плата. 
Бишоп не пользовался особой любовью болельщиков и партнёров, но был важной частью команды, которая в 1929 году стала победителем Американской лиги, а затем в пяти матчах выиграла Мировую серию у «Чикаго Кабс». В 1930 году «Атлетикс» повторили успех, в финале обыграв «Сент-Луис Кардиналс» в шести матчах. В третьей подряд Мировой серии команда проиграла «Кардиналс» в семи играх. Бишоп сыграл во всех восемнадцати матчах этих серий, отбивая с показателем 18,2 %, заработав 11 ранов и не допустив ни одной ошибки в защите.
В 1932 году Бишоп вновь стал лучшим вторым базовым лиги по игре в защите. Шестой сезон подряд он заработал более 100 уоков. При этом, в отличие от звёздных Бейба Рута и Лу Герига, питчеры против него значительно реже допускали их умышленно. Сезон 1933 года стал для него лучшим в карьере. Его показатель отбивания вырос до 29,4 %, почти достигнув рекордного уровня. В этот же период результаты «Атлетикс» стали ухудшаться, из-за Великой депрессии начались финансовые проблемы. В декабре Конни Мак продал ряд лидеров команды, Бишоп стал игроком «Бостон Ред Сокс».
Он был рад обмену, заявив журналистам, что рад оказаться в команде, где менеджер не боится тратить деньги для достижения результата. «Ред Сокс» играли лучши «Атлетикс», но результативность самого Бишопа начала снижаться. В 1934 году его показатель отбивания составил 26,1 %, ещё через год он сократился до 23,0 %. В обоих сезонах он заработал менее ста уоков. Игровое время Бишопа сократилось и после окончания сезона 1935 года он покинул «Бостон», заняв должность играющего тренера в команде «Портленд Биверс». Владелец клуба Эдмунд Шефтер рассчитывал таким образом закрыть сразу две позиции, но в первой же игре Бишоп получил травму. В результате уже 10 мая 1936 года его уволили и с поста главного тренера.
В августе 1936 года Бишоп вернулся в Балтимор, подписал контракт с «Ориолс» и успел сыграть в 23 матчах, отбивая с показателем 28,1 %. Этот сезон стал последним в его карьере. В 1937 году он работал скаутом в клубе «Детройт Тайгерс», а в феврале 1938 года получил должность главного тренера бейсбольной команды Военно-морской академии. Важную роль в этом назначении сыграли рекомендации, данные Конни Маком. На этом месте Бишоп работал в течение двадцати четырёх лет, команда за это время одержала 306 побед при 143 поражениях. После завершения сезона 1961 года он вышел на пенсию.
Бишоп скончался 24 февраля 1962 года в Уэйнсборо, куда приехал на похороны своей матери, умершей двумя днями ранее. Ему было 62 года.